# Maardu
Maardu (deutsch Maart) ist eine Stadt im Norden Estlands, rund 15 km nordöstlich von Tallinn.

## Lage
Die Stadt erstreckt sich vom Maardu-See bis zum Fluss Pirita und grenzt an Viimsi, Jõelähtme und Tallinn.
Im nördlichen Teil der Stadt Maardu befindet sich der Hafen Muuga, im westlichen Teil die Gartenstadt Muuga und im nordöstlichen Teil das Wohngebiet Kallavere, während sich im Süden der Maardu-See befindet.

## Geschichte

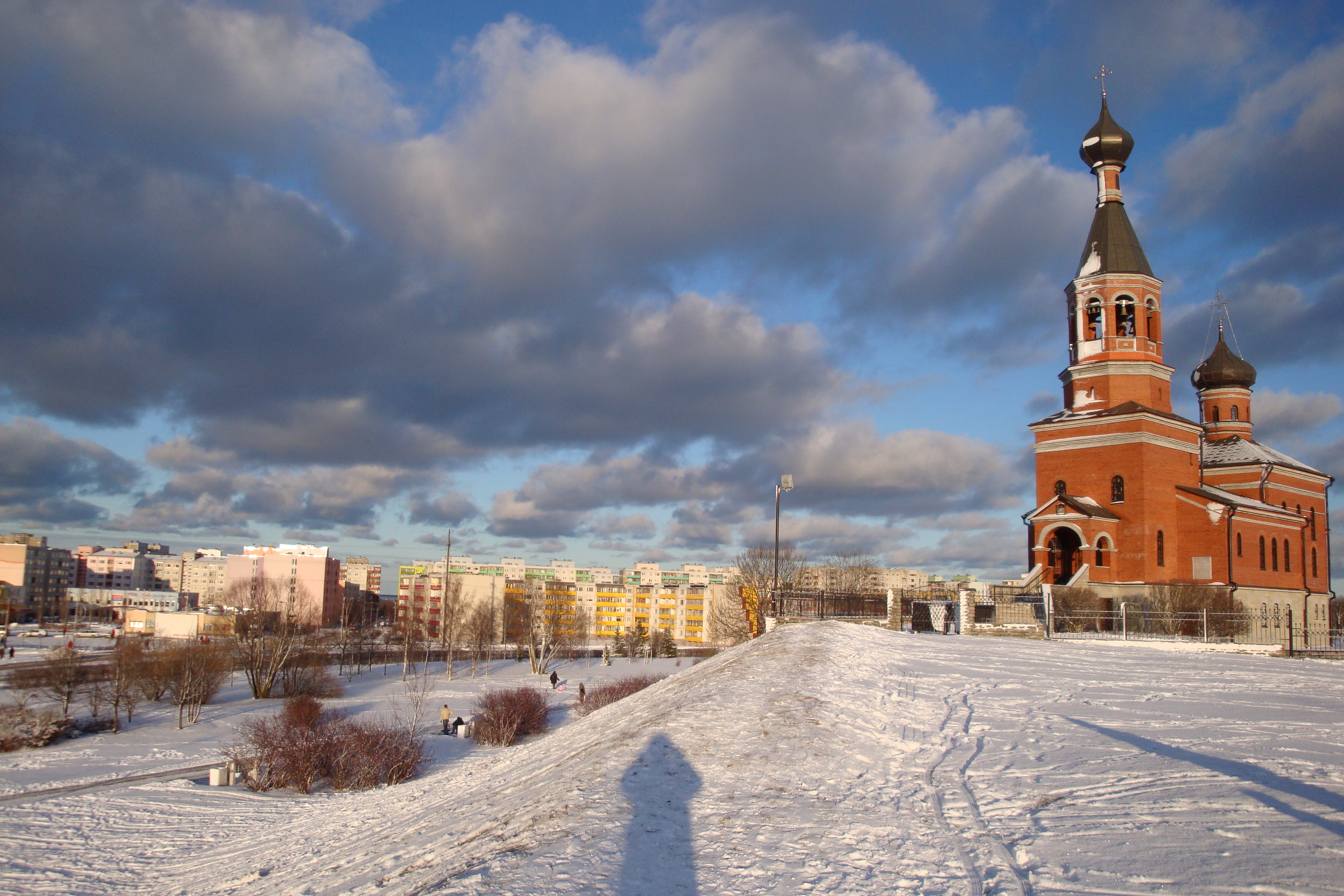
Orthodoxe Kirche St. Michael der Erzengel in Maardu

Die erste Stufe in der Entwicklung der Stadt begann mit der Gründung der chemischen Fabrik im Jahr 1949. Die zweite Stufe wurde durch den Bau des Kraftwerks Ende der 1970er Jahre eingeleitet. Von 1980 bis 1991 gehörte Maardu zum Gebiet von Tallinn. Am 7. November 1991 wurde Maardu von Estlands Staatspräsident Arnold Rüütel zu einer unabhängigen Stadt ernannt.
Heute ist Maardu mit gut 15.000 Einwohnern, von denen ein Großteil Russen sind, die achtgrößte Stadt Estlands.
| Jahr      | 1989   | 2001   | 2010   | 2012   | 2015   | 2016   | 2017   | 2025   |
| --------- | ------ | ------ | ------ | ------ | ------ | ------ | ------ | ------ |
| Einwohner | 16.052 | 18.060 | 17.290 | 18.045 | 17.141 | 15.128 | 15.077 | 16.875 |

## Politik

### Städtepartnerschaften
Nach eigenen Angaben ist Maardu mit folgenden Städten Partnerschaften eingegangen:
- Jēkabpils (Lettland)
- Minsk (Belarus)
- Sankt Petersburg (Russland)
- Myrhorod (Ukraine)
- Chabarowsk (Russland)
- Ostaschkow (Russland)
- Myschkin (Russland)
- Welikije Luki (Russland)
- Tschornomorsk (Ukraine)
- Pikaljowo (Russland)
- Białogard (Polen)
- Wolgograd (Russland)
- Elektrėnai (Litauen)
- Wanadsor (Armenien)
- Changchun (Volksrepublik China)
- Prince George (Kanada)
- Sihanoukville (Kambodscha)
- Kallaste (Estland)
- Ulaanbaatar (Mongolei)
- La Seyne-sur-Mer (Frankreich)
- Bijelo Polje (Montenegro)
- Klaipėda (Litauen)

## Kultur und Sehenswürdigkeiten

### Bauwerke
- Orthodoxe St.-Michael-der-Erzengel-Kirche, 1998 fertiggestellt

## Wirtschaft und Infrastruktur

### Verkehr
Zwei Kilometer südlich von Maardu führt die Autobahn 1 Tallinn – Narva (– Sankt Petersburg) (Europastraße 20) vorbei, was eine gute Anbindung an Narva, an der Grenze zu Russland, bietet.
Der 1986 neuerbaute Hafen in Muuga ist einer der größten des Landes, rund 90 % der Waren werden hier umgeschlagen.

### Medien
Seit 1995 erscheint in Maardu eine Zeitung auf Estnisch und Russisch. Außerdem gibt es ein Kabel-TV-Netzwerk.

### Bildung
Maardu hat vier Schulen, zwei für russischsprachige und eine für estnischsprachige Kinder sowie eine Kunstschule.
An allen vier Schulen werden insgesamt etwa 3000 Schüler von 200 Lehrern unterrichtet.

## Persönlichkeiten

### Söhne und Töchter der Stadt
- Dietrich von Taube (1594–1639), Oberhofmarschall Kurfürst Johann Georgs I. von Sachsen und Landvogt der Oberlausitz

## Nachweise
1. ↑  Tutvustus ja asukoht. Abgerufen am 4. August 2025.
2. 1 2 3 4 5  Statistics Estonia, jeweils 1. Januar
3. ↑  Statistics Estonia: Population by sex, age and place of residence after the 2017 administrativ reform, 1 January. Abgerufen am 17. Februar 2019 (englisch).
4. ↑  RV0240: POPULATION BY SEX, AGE AND PLACE OF RESIDENCE, 1 JANUARY. Abgerufen am 30. Juli 2025 (englisch).
5. ↑  Maardu Website – Maardu partner cooperations